# Amor a la plancha
Amor a la plancha es una telenovela colombiana producida por Televideo para el Canal RCN entre 2003 y 2004, protagonizada por Martina García y Marcelo Cezán con la participación antagónica de Kathy Sáenz. Es el típico melodrama rosa y cuenta las peripecias de una sirvienta que se enamora del exnovio de su patrona.

## Sinopsis
Rita Emilia Pulido había pasado la mayor parte de sus días viviendo como la hija de la empleada del servicio. Conocedora de los deberes del hogar, excelente cocinera, dotada de una inmensa paciencia y mantenido la tradición de su madre hoy se desempeña como interna de una familia moderna.
Por su lado, Mariana Zuleta creció en un mundo lleno de lujos y posibilidades. Las mejores escuelas, vacaciones en el exterior y una familia llena de amor le dieron las herramientas para enfrentar el mundo ejecutivo. Creía tenerlo todo: un feliz matrimonio, una hermosa hija y un excelente trabajo en una compañía multinacional. Lo único que le faltaba era conseguir una empleada ideal a quien entregarle las llaves de su hogar. Y así llegó Rita a casa de los Zuleta. No sólo a solucionarle los problemas domésticos sino a ser su ama de llaves, niñera, amiga y confidente. Pero cuando la señora de casa cree tener su único problema resuelto, la empleada doméstica, el destino juega sus cartas y su mundo se viene abajo.
Así es como llegó Rita a la vida de Mariana, a solucionar sus líos caseros y así mantener un equilibrio en su vida profesional. 
Pero lo que no sabía ninguna de las dos es que se disputarían el amor de Andrés, quien fue el amor del pasado de Mariana, y quien cambiará la vida de Rita.

## Elenco
- Martina García como Rita Emilia Pulido - (Protagonista. Empleada de Mariana, enamorada de Andrés)
- Marcelo Cezán como Andrés Román Viteri - (Protagonista. Exnovio y amigo de Mariana, enamorado de Rita)
- Kathy Sáenz como Mariana Palacio de Zuleta - (Jefe de Rita, enomorada de Andrés)
- Nicolás Montero como Eduardo Zuleta - (Exesposo de Mariana)
- Ramiro Meneses como William Stevenson Gula - (Exnovio de Rita)
- Estefanía Gómez como Candelaria "Candela" Guerrero - (Amiga de Rita, enamorada de Hernancho)
- Diego Cadavid como José Chipatecua - (Vigilante. Amigo de Candela)
- Ira Frontén como Usnavy Copete - (Empleada Doméstica. Amiga de Candela)
- Claudia Rocío Mora como Temilda Olarte - (Empleada doméstica. Novia de Hernancho)
- Tiberio Cruz como Hernán "Hernancho" Canchón - (Chófer. Enamorado de Candela, novio de Temilda)
- Adriana Silva como Alejandra Cuervo - (Secretaria y amante de Eduardo)
- Maria Cristina Pimiento como Catalina Zuleta Palacio - (Hija de Mariana y Eduardo)
- Juan Camilo Hernández como Felipe "Pipe" Iregui - (Amigo y enamorado de Catalina)
- Jaime Santos como Santiago Román - (Padre de Andrés)
- Luz Mary Arias como Margarita
- Juan Manuel Gallego como Samuel - (Amigo y enamorado de Catalina)
- Maria Margarita Giraldo como Elvira
- Alejandra Hayek como Paloma Mayorga Román
- Lyda Menzinger como Lucia Mayorga Román
- Liesel Potdevin como Silvia de Iregui
- Edgardo Román como Abel
- Diego Vélez como Lucas
- Ricardo Vélez como Ramiro Aldana
- Carmen Villalobos como Ernestina "Nina" Pulido - (Hermana de Rita)
- Aída Morales como María - (Amiga de Rita)
- Margarita Rosa Arias como Guadalupe
- Yolanda García - (abuela de Rita)

## Premios

### Premios India Catalina
- REVELACIÓN DEL AÑO: María Cristina Pimiento

## Ficha técnica
- DIRECCIÓN: Mario Ribero Ferreira / Adriana Suárez
- IDEA ORIGINAL: Celmira Zuluaga
- LIBRETOS: Rita Paba / Fabiola Carrillo / Janeth Martínez
- PRODUCCIÓN: Mónica Forero
- DIRECCIÓN DE CÁMARAS: Alirio Farfán
- DIRECCIÓN ARTÍSTICA: Enrique Linero
- ESCENOGRAFÍA: Sofía Morales / Fernando Moseres / Franz Vandenenden
- DISEÑO DE VESTUARIO: Maibeth Flores Chiquillo / Fernando Moseres
- DEPARTAMENTO DE MAQUILLAJE: Adilia Jojoa / Rocío López
- DIRECTOR ASISTENTE: Álvaro Daniel Cortés / Marco Antonio Galindo